# Catumiri chicaoi
Catumiri chicaoi is een spinnensoort in de taxonomische indeling van de vogelspinnen (Theraphosidae).
Het dier behoort tot het geslacht Catumiri. De wetenschappelijke naam van de soort werd voor het eerst geldig gepubliceerd in 2004 door Guadanucci.